# Stephen Savage
Stephen Savage es un pianista inglés. Empezó sus estudios con Dorothy Hesse, para continuarlos con Bruno Seidlhofer en la Wiener Akademie y Cyril Smith en el Royal College of Music de Londres. 
Nada más graduarse se convirtió en profesor asistente de Smith y después de dos años se convirtió en el profesor de piano más joven de la Royal College of Music. También se dedicó a dar conciertos, incluyendo actuaciones radiofónicas en directo en los Tuesday Invitation Concerts de la BBC.
En 1982 viajó a Australia, donde al poco tiempo fue nombrado Head of Keyboard Studies en el Queensland Conservatorium de la Universidad de Griffith. Allí se estableció como profesor e intérprete en numerosas orquestas y festivales australianos. 
Savage fundó y dirigió el Griffith University Ensemble, y ha participado activamente en la creación de agrupaciones musicales de estudiantes dando especial relevancia a la música del siglo XX. Está vinculado con los programas pedagógicos de la Australian National Academy desde sus comienzos, y es Profesor Asociado Honorífico del Royal College of Music.